# Erna Červená
Erna (Arnoštka) Červená, rozená Luhanová (13. prosince 1900 Praha – 12. září 1985 Praha) byla česká herečka a druhá žena kabaretiéra Jiřího Červeného.

## Život
Původním povoláním úřednice se stala druhou manželkou slavného kabaretiéra, spoluzakladatele kabaretu Červená sedma Jiřího Červeného. V sedmdesátých letech přicházeli k Červeným do bytu na Kampu spisovatelé a režiséři, ale také zpěváci a hudebníci za Ernou, archivářkou manželova literárního odkazu. Jiří Suchý ji obsadil do tragikomedie Nevěsta, což byla její první filmová role. Poté byla evidována jako komparzní herečka v rejstříku Filmového studia Barrandov. Ve filmové komedii Zdeňka Trošky Slunce, seno, jahody z roku 1983 hrála babičku, matku vesničanky Škopkové (Helena Růžičková). V roce 1985 po dvou zraněních krčku podlehla mrtvici, proto ji v dalších dílech filmové trilogie Slunce, seno a pár facek i následujícím Slunce, seno, erotika v roli nahradila Valerie Kaplanová.

## Filmografie
- 1970 Nevěsta[3] - role: paní Volfová
- 1974 Osud jménem Kamila - role: Kučerová, hlídačka v poštovním muzeu
- 1976 Bylo jich šest (TV pořad)
- 1977 Jen ho nechte, ať se bojí - role: vyděšená žena u požáru
- 1980 Když se prořezávají zoubky (studentský film Antonína Kopřivy) - role: bytná
- 1983 Faunovo velmi pozdní odpoledne - role: sousedka, důchodkyně Antonie Houdková
- 1983 Slunce, seno, jahody - role: babička rodiny Škopků na pojízdné posteli
- 1984 Co je vám, doktore? - role: babička Terezy (hlas nadabovala Marie Rosůlková)
- 1984 Poklad hraběte Chamaré - role: stará hraběnka
- 1984 Všichni musí být v pyžamu[4] - role: důchodkyně
- 1985 Třetí patro (TV seriál), 4. část Patent